# (31240) Katrianne
(31240) Katrianne est un astéroïde de la ceinture principale.

## Description
(31240) Katrianne est un astéroïde de la ceinture principale. Il fut découvert le 20 février 1998 à Drebach par Gerhard Lehmann. Il présente une orbite caractérisée par un demi-grand axe de 2,79 UA, une excentricité de 0,18 et une inclinaison de 7,3° par rapport à l'écliptique.

## Compléments